# 利昂·塔克
利昂·塔克（英語：Leon Tuck，1891年5月25日—1953年9月2日），美国前男子冰球运动员，场上位置是后卫。他曾代表美国国家队参加1920年夏季奥林匹克运动会冰球比赛，获得一枚银牌。